# Plážový volejbal

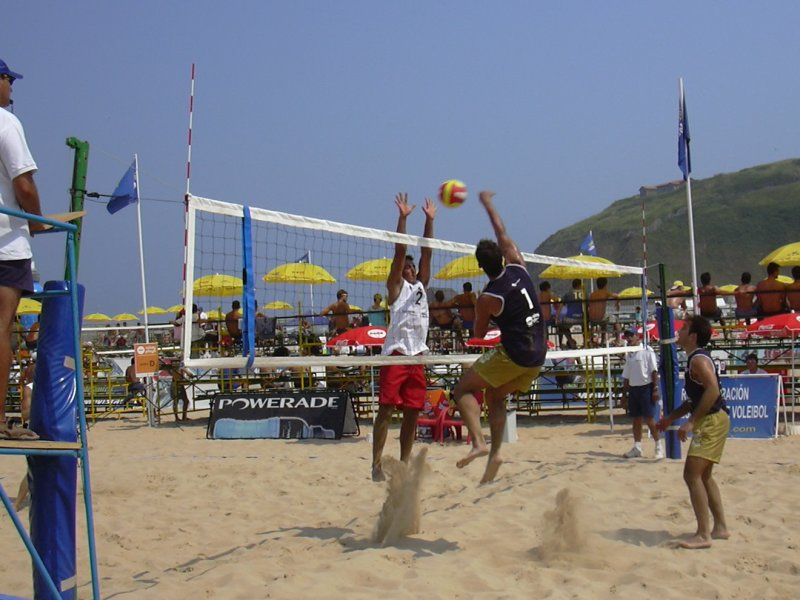
Plážový volejbal na mistrovství Španělska v roce 2004

Plážový volejbal (anglicky beach volleyball) je míčový plážový sport, který se vyvinul z klasického šestkového volejbalu. Od doby svého vzniku si získal ve světě mnoho příznivců, z toho důvodu byl zařazen mezi sporty konající se na letních olympijských hrách.

## Pravidla
Většina pravidel je převzata z pravidel klasického volejbalu, objevují se zde ale některé odlišnosti. Nejdůležitějším rozdílem je, že družstvo je tvořeno pouze dvěma hráči, kteří hrají naboso (v chladném počasí případně ve speciálních ponožkách) na pískovém hřišti menší velikosti (8×16 místo 9×18). Na kurtu není vyznačena střední čára (a nejsou zakázány přešlapy do soupeřova hřiště), hřiště vymezují pásky „lajny“ napnuté na zemi. Hraje se také s mírně odlišným míčem. Na turnajích světové úrovně, se dnes hraje převážně s míčem typu mikasa.
Vedle toho existují některé rozdíly v pravidlech hry: Teče na bloku se počítají jako dotek, smí proto následovat jen dva další doteky. V plážovém volejbale je při bloku ještě jedno zvláštní a odlišné pravidlo, a to že když se blokař dotkne balonu a ten zůstane na jejich polovině, může ho poté zahrát ještě jednou, ale je to bráno jako 2 údery, což znamená že spoluhráč musí hrát přes síť. Při prvním odbití družstva není při použití vrchního odbití prsty dovolen vícenásobný dotek míče, proto se toto odbití pro první úder zpravidla vůbec nepoužívá (neboť je typicky hodnoceno jako dvojdotek); výjimkou je příjem tvrdě udeřeného míče, při kterém je dovoleno míč na okamžik přidržet prsty. Je zakázáno ulívání míče: útočný úder nesmí být hrán konečky prstů s otevřenou dlaní, případně míč usměrňovat uvolněnými prsty; obouručné čisté odbití prsty je sice při útočném úderu povoleno, avšak míč musí být odehrán v ose těla, takže se takový úder používá nejčastěji jen při druhém doteku míče (náhra) pro zmatení soupeře. Jakýkoliv dotek sítě je chyba a to znamená bod pro soupeře.

## Historie
První zmínky o vzniku plážového volejbalu pravděpodobně pochází z Havaje z pláže Waikiki okolo roku 1915, ale také během 1. světové války, kdy američtí vojáci trávili svůj volný čas pod vysokou sítí na plážích. Postupem času se beachvolejbal dostal i do Evropy. První zemí, kde se objevil, byla Francie, poté Italie a Rusko. Ve 30. letech 20. století se plážový volejbal objevil v Československu, Bulharsku a v Lotyšsku. První oficiální turnaj byl mužský turnaj konaný v State Beach v Kalifornii v roce 1947, bez odměn pro vítěze. Turnaj byl jen pro mužskou kategorii a vyhrála ho dvojice Saenez – Harris. V 50. letech byl organizován první okruh turnajů na amerických plážích v Kalifornii (Santa Barbara, State, Corona del Mar, Laguna a San Diego). V roce 1960 začala historie jednoho z nejdéle trvajícího turnaje na světě, Manhattan Beach Open. V roce 1974 se odehrál první komerčně sponzorovaný turnaj v San Diegu, vyhrávali Dennis Hare a Fred Zuelich a odnesli si 1500 dolarů. V roce 1986 se konal první mezinárodní turnaj v Rio de Janeiro v Brazílii, za účasti brazilských a amerických hráčů. FIVB založila v roce 1986 Světovou radu beachvolejbalu. První turnaj organizován FIVB se odehrál v roce 1987 v Brazílii, v Rio de Janeiro s celkovou sumou 22 000 dolarů. Roku 1992 byl plážový volejbal předveden jako ukázkový sport na OH v Barceloně a o rok později se stal olympijským sportem a FIVB založila samostatný úsek pro plážový volejbal. V témže roce, FIVB pořádala první mezinárodní turnaj pro obě pohlaví, který se odehrál v Alméri ve Španělsku.
V roce 1996 se plážový volejbal objevil jako oficiální sport na Olympijských Hrách v Atlantě, první oficiální mistrovství světa proběhlo v roce 1997 v Los Angeles (První neoficiální mistrovství světa se konalo v roce 1987 v Rio de Janeiro). V roce 2001 pořádala FIVB první mistrovství světa do 21 let (Le Lavandou, Francie) a o rok později mistrovství světa do 18 let (Xylokastron, Řecko). V roce 2001 FIVB změnila rozměr kurtu, z 8×18 na 8×16 m a změnil se systém bodování zápasů na tzv. "rally point" systém.